# Karl Thurmann
Karl Thurmann (* 4. September 1909 in Mülheim an der Ruhr; † 28. Januar 1943, vermisst im Atlantik) war ein deutscher U-Boot-Kommandant im Zweiten Weltkrieg.

## Dienst in der Marine
Am 1. April 1928 trat Thurmann als Seekadett in die Reichsmarine ein. Nach einigen Jahren auf den leichten Kreuzern Emden und Köln war Thurmann 18 Monate bei der Küstenartillerie, bevor er im April 1940 zur U-Boot-Waffe abkommandiert wurde. Nach seiner Ausbildung als Kommandantenschüler auf U 29 erhielt er am 23. Dezember 1940 den Befehl über das neue Boot U 553. Am 1. Juli 1937 war Thurmann zum Kapitänleutnant befördert worden, am 1. August 1942 erhielt er den Rang eines Korvettenkapitäns.
Mit U 553 absolvierte Thurmann zehn Unternehmungen im Nordatlantik bis zur Ostküste der Vereinigten Staaten und der Karibik. Auf seinen Feindfahrten gelang es ihm, zwölf Frachter und ein Kriegsschiff zu versenken. Thurmann wird als „souveräner und unangepasster“ U-Boot-Kommandant beschrieben. Thurmann erhielt am 24. August 1942 das Ritterkreuz des Eisernen Kreuzes. Zuvor hatte er bereits das Eiserne Kreuz I. und II. Klasse erhalten sowie 1941 das U-Boot-Kriegsabzeichen.
Am 16. Januar 1943 lief Korvettenkapitän Thurmann von La Pallice das letzte Mal mit U 553 aus. Drei Tage später meldete er technische Schwierigkeiten. Am 20. Januar trafen sein Boot und U 465 im Nordatlantik zusammen. Danach gab es keinen Kontakt mehr mit Thurmann. Am 28. Januar 1943 wurde U 553 mit seiner 47 Mann starken Besatzung als vermisst erklärt.

## Nachwirken
2017 entdeckten norwegische Schüler bei Bogen i Ofoten nahe Narvik zwei Findlinge. Auf dem einen war das Bild eines U-Boots mit der Nummer „U 553“ eingeritzt, auf dem anderen stand „Karl-Thurmann-Platz“. In Narvik gab es während des Zweiten Weltkriegs einen deutschen U-Boot-Stützpunkt.
Thurmann diente Lothar-Günther Buchheim in seinem Roman Das Boot als Vorbild der Figur des Kapitänleutnants Trumann. In der späteren Verfilmung von Wolfgang Petersen steht Thurmann Pate für Kapitänleutnant Philipp Thomsen, der von Otto Sander dargestellt wurde.